# Eredivisie 2011/12 (vrouwenvoetbal)/Wedstrijden
De wedstrijden van het Nederlandse Eredivisie voetbal uit het seizoen 2011/12 was het vijfde seizoen van de hoogste Nederlandse voetbalcompetitie voor vrouwen. Aan de competitie namen zeven clubs deel. Het seizoen bestond uit 21 speelronden van elk drie wedstrijden. Elke speelronde heeft één team vrij, als gevolg van het oneven aantal waaruit de competitie bestaat. De competitie begon op 2 september 2011 en eindigde op 18 mei 2012.

## Verloop

### Speelronde 1
|                        |            |                    |                |                                                                                      |
| 2 september 2011 19:30 | FC Utrecht | 0 - 1              | sc Heerenveen  | Stadion: Sportpark SV Saestum, Zeist Toeschouwers: 500 Scheidsrechter: Y. El-Hajouti |
| 2 september 2011 19:30 |            | Verslag[dode link] | 90+2' Van Eyck | Stadion: Sportpark SV Saestum, Zeist Toeschouwers: 500 Scheidsrechter: Y. El-Hajouti |
| 2 september 2011 19:30 |            |                    |                | Stadion: Sportpark SV Saestum, Zeist Toeschouwers: 500 Scheidsrechter: Y. El-Hajouti |
| 2 september 2011 19:30 |            |                    |                | Stadion: Sportpark SV Saestum, Zeist Toeschouwers: 500 Scheidsrechter: Y. El-Hajouti |
|                        |            |                    |                |                                                                                      |

|                        |           |                    | |                                                                                      |
| 2 september 2011 19:30 | FC Zwolle | 0 - 8              | ADO Den Haag                                                                                          | Stadion: Sportpark Be Quick '28, Zwolle Toeschouwers: 500 Scheidsrechter: G. de Haan |
| 2 september 2011 19:30 |           | Verslag[dode link] | 24' Jansen 26' Van den Berg 34' Middag 42', 70' Wilmot 65' Grimberg 76' Van den Bighelaar 87' Almeida | Stadion: Sportpark Be Quick '28, Zwolle Toeschouwers: 500 Scheidsrechter: G. de Haan |
| 2 september 2011 19:30 |           |                    | | Stadion: Sportpark Be Quick '28, Zwolle Toeschouwers: 500 Scheidsrechter: G. de Haan |
| 2 september 2011 19:30 |           |                    | | Stadion: Sportpark Be Quick '28, Zwolle Toeschouwers: 500 Scheidsrechter: G. de Haan |
|                        |           |                    | |                                                                                      |

|                        |                     |                    |                 |                                                                                     |
| 2 september 2011 19:30 | VVV-Venlo           | 1 - 2              | FC Twente       | Stadion: Seacon Stadion - De Koel -, Venlo Toeschouwers: 500 Scheidsrechter: M. Bos |
| 2 september 2011 19:30 | Van de Wetering 87' | Verslag[dode link] | 49', 56' Dekker | Stadion: Seacon Stadion - De Koel -, Venlo Toeschouwers: 500 Scheidsrechter: M. Bos |
| 2 september 2011 19:30 |                     |                    |                 | Stadion: Seacon Stadion - De Koel -, Venlo Toeschouwers: 500 Scheidsrechter: M. Bos |
| 2 september 2011 19:30 |                     |                    |                 | Stadion: Seacon Stadion - De Koel -, Venlo Toeschouwers: 500 Scheidsrechter: M. Bos |
|                        |                     |                    |                 |                                                                                     |

### Speelronde 2
|                        |                                         |                    |                                |                                                                                            |
| 9 september 2011 19:30 | sc Heerenveen                           | 4 - 3              | FC Zwolle                      | Stadion: Sportpark Skoatterwâld, Heerenveen Toeschouwers: 500 Scheidsrechter: L.P. Eleveld |
| 9 september 2011 19:30 | Van Eyck 5', 83' Mulder 15' Miedema 85' | Verslag[dode link] | 6', 40' Vermeulen 87' Kogelman | Stadion: Sportpark Skoatterwâld, Heerenveen Toeschouwers: 500 Scheidsrechter: L.P. Eleveld |
| 9 september 2011 19:30 |                                         |                    |                                | Stadion: Sportpark Skoatterwâld, Heerenveen Toeschouwers: 500 Scheidsrechter: L.P. Eleveld |
| 9 september 2011 19:30 |                                         |                    |                                | Stadion: Sportpark Skoatterwâld, Heerenveen Toeschouwers: 500 Scheidsrechter: L.P. Eleveld |
|                        |                                         |                    |                                |                                                                                            |

|                        |                                        |                    |                                                  |                                                                                        |
| 9 september 2011 19:30 | ADO Den Haag                           | 2 - 2              | SC Telstar VVNH                                  | Stadion: Kyocera Stadion, Den Haag Toeschouwers: 500 Scheidsrechter: A.G.J. van Loenen |
| 9 september 2011 19:30 | Grimberg 10' Van den Berg 45+3' (pen.) | Verslag[dode link] | 45+3' Geurts 80' De Vos 90' Van den Heiligenberg | Stadion: Kyocera Stadion, Den Haag Toeschouwers: 500 Scheidsrechter: A.G.J. van Loenen |
| 9 september 2011 19:30 |                                        |                    |                                                  | Stadion: Kyocera Stadion, Den Haag Toeschouwers: 500 Scheidsrechter: A.G.J. van Loenen |
| 9 september 2011 19:30 |                                        |                    |                                                  | Stadion: Kyocera Stadion, Den Haag Toeschouwers: 500 Scheidsrechter: A.G.J. van Loenen |
|                        |                                        |                    |                                                  |                                                                                        |

|                        |            |                    |            |                                                                                       |
| 9 september 2011 19:30 | FC Twente  | 1 - 0              | FC Utrecht | Stadion: De Grolsch Veste, Enschede Toeschouwers: 3.000 Scheidsrechter: P.G.M. Oudijk |
| 9 september 2011 19:30 | Pieëte 66' | Verslag[dode link] |            | Stadion: De Grolsch Veste, Enschede Toeschouwers: 3.000 Scheidsrechter: P.G.M. Oudijk |
| 9 september 2011 19:30 |            |                    |            | Stadion: De Grolsch Veste, Enschede Toeschouwers: 3.000 Scheidsrechter: P.G.M. Oudijk |
| 9 september 2011 19:30 |            |                    |            | Stadion: De Grolsch Veste, Enschede Toeschouwers: 3.000 Scheidsrechter: P.G.M. Oudijk |
|                        |            |                    |            |                                                                                       |

### Speelronde 3
|                         |           |                    |                       |                                                                              |
| 23 september 2011 19:30 | FC Zwolle | 0 - 2              | FC Twente             | Stadion: FC Zwolle Stadion, Zwolle Toeschouwers: 500 Scheidsrechter: W. Smit |
| 23 september 2011 19:30 |           | Verslag[dode link] | 21' Dekker 87' Pieëte | Stadion: FC Zwolle Stadion, Zwolle Toeschouwers: 500 Scheidsrechter: W. Smit |
| 23 september 2011 19:30 |           |                    |                       | Stadion: FC Zwolle Stadion, Zwolle Toeschouwers: 500 Scheidsrechter: W. Smit |
| 23 september 2011 19:30 |           |                    |                       | Stadion: FC Zwolle Stadion, Zwolle Toeschouwers: 500 Scheidsrechter: W. Smit |
|                         |           |                    |                       |                                                                              |

|                         |                                     |                    |                 |                                                                                     |
| 30 september 2011 19:30 | FC Utrecht                          | 3 - 1              | VVV-Venlo       | Stadion: Sportpark SV Saestum, Zeist Toeschouwers: 1.000 Scheidsrechter: R.J. Collé |
| 30 september 2011 19:30 | Vugts 2' Koopmans 17' Versteegt 20' | Verslag[dode link] | 82' Rouwenhorst | Stadion: Sportpark SV Saestum, Zeist Toeschouwers: 1.000 Scheidsrechter: R.J. Collé |
| 30 september 2011 19:30 |                                     |                    |                 | Stadion: Sportpark SV Saestum, Zeist Toeschouwers: 1.000 Scheidsrechter: R.J. Collé |
| 30 september 2011 19:30 |                                     |                    |                 | Stadion: Sportpark SV Saestum, Zeist Toeschouwers: 1.000 Scheidsrechter: R.J. Collé |
|                         |                                     |                    |                 |                                                                                     |

|                         |                                        |                    |                        |                                                                                              |
| 30 september 2011 19:30 | SC Telstar VVNH                        | 3 - 2              | sc Heerenveen          | Stadion: TATA Steel Stadion, Velsen-Zuid Toeschouwers: 1.000 Scheidsrechter: J.C.C. Barrales |
| 30 september 2011 19:30 | Koster 43' Van Lunteren 52' De Vos 58' | Verslag[dode link] | 33' Miedema 82' Spitse | Stadion: TATA Steel Stadion, Velsen-Zuid Toeschouwers: 1.000 Scheidsrechter: J.C.C. Barrales |
| 30 september 2011 19:30 |                                        |                    |                        | Stadion: TATA Steel Stadion, Velsen-Zuid Toeschouwers: 1.000 Scheidsrechter: J.C.C. Barrales |
| 30 september 2011 19:30 |                                        |                    |                        | Stadion: TATA Steel Stadion, Velsen-Zuid Toeschouwers: 1.000 Scheidsrechter: J.C.C. Barrales |
|                         |                                        |                    |                        |                                                                                              |

### Speelronde 4
|                      |               |         |                                         |                                                                                             |
| 7 oktober 2011 19:30 | sc Heerenveen | 1 - 4   | ADO Den Haag                            | Stadion: Sportpark Skoatterwâld, Heerenveen Toeschouwers: 75 Scheidsrechter: Mw. S. de Jong |
| 7 oktober 2011 19:30 | Van Eyck 16'  | Verslag | 18', 82' Bakker 29' Middag 43' Grimberg | Stadion: Sportpark Skoatterwâld, Heerenveen Toeschouwers: 75 Scheidsrechter: Mw. S. de Jong |
| 7 oktober 2011 19:30 |               |         |                                         | Stadion: Sportpark Skoatterwâld, Heerenveen Toeschouwers: 75 Scheidsrechter: Mw. S. de Jong |
| 7 oktober 2011 19:30 |               |         |                                         | Stadion: Sportpark Skoatterwâld, Heerenveen Toeschouwers: 75 Scheidsrechter: Mw. S. de Jong |
|                      |               |         |                                         |                                                                                             |

|                      |                                   |                    |                   |                                                                                      |
| 7 oktober 2011 19:30 | VVV-Venlo                         | 2 - 1              | FC Zwolle         | Stadion: Sportpark v.v. VOS, Venlo Toeschouwers: 225 Scheidsrechter: C.J.T. van Daal |
| 7 oktober 2011 19:30 | Scheepers 24' Van de Wetering 35' | Verslag[dode link] | 87' Van Brummelen | Stadion: Sportpark v.v. VOS, Venlo Toeschouwers: 225 Scheidsrechter: C.J.T. van Daal |
| 7 oktober 2011 19:30 |                                   |                    |                   | Stadion: Sportpark v.v. VOS, Venlo Toeschouwers: 225 Scheidsrechter: C.J.T. van Daal |
| 7 oktober 2011 19:30 |                                   |                    |                   | Stadion: Sportpark v.v. VOS, Venlo Toeschouwers: 225 Scheidsrechter: C.J.T. van Daal |
|                      |                                   |                    |                   |                                                                                      |

|                       |                              |                    |                 |                                                                                     |
| 11 oktober 2011 19:30 | FC Twente                    | 2 - 1              | SC Telstar VVNH | Stadion: De Grolsch Veste, Enschede Toeschouwers: 500 Scheidsrechter: A. Meulenkamp |
| 11 oktober 2011 19:30 | Heuver 47' (pen.) Pieëte 90' | Verslag[dode link] | 9' De Vos       | Stadion: De Grolsch Veste, Enschede Toeschouwers: 500 Scheidsrechter: A. Meulenkamp |
| 11 oktober 2011 19:30 |                              |                    |                 | Stadion: De Grolsch Veste, Enschede Toeschouwers: 500 Scheidsrechter: A. Meulenkamp |
| 11 oktober 2011 19:30 |                              |                    |                 | Stadion: De Grolsch Veste, Enschede Toeschouwers: 500 Scheidsrechter: A. Meulenkamp |
|                       |                              |                    |                 |                                                                                     |

### Speelronde 5
|                       |               |                    |               |                                                                                         |
| 14 oktober 2011 19:30 | FC Zwolle     | 1 - 1              | FC Utrecht    | Stadion: Sportpark Be Quick '28, Zwolle Toeschouwers: 500 Scheidsrechter: J.A.M. Stange |
| 14 oktober 2011 19:30 | Vermeulen 57' | Verslag[dode link] | 24' Versteegt | Stadion: Sportpark Be Quick '28, Zwolle Toeschouwers: 500 Scheidsrechter: J.A.M. Stange |
| 14 oktober 2011 19:30 |               |                    |               | Stadion: Sportpark Be Quick '28, Zwolle Toeschouwers: 500 Scheidsrechter: J.A.M. Stange |
| 14 oktober 2011 19:30 |               |                    |               | Stadion: Sportpark Be Quick '28, Zwolle Toeschouwers: 500 Scheidsrechter: J.A.M. Stange |
|                       |               |                    |               |                                                                                         |

|                       |                                      |         |                |                                                                                         |
| 14 oktober 2011 19:30 | ADO Den Haag                         | 3 - 1   | FC Twente      | Stadion: Kyocera Stadion, Den Haag Toeschouwers: 1.000 Scheidsrechter: A.P. Westenbroek |
| 14 oktober 2011 19:30 | Wilmot 57' Bakker 60' Van Dongen 79' | Verslag | 90+2' Mijnheer | Stadion: Kyocera Stadion, Den Haag Toeschouwers: 1.000 Scheidsrechter: A.P. Westenbroek |
| 14 oktober 2011 19:30 |                                      |         |                | Stadion: Kyocera Stadion, Den Haag Toeschouwers: 1.000 Scheidsrechter: A.P. Westenbroek |
| 14 oktober 2011 19:30 |                                      |         |                | Stadion: Kyocera Stadion, Den Haag Toeschouwers: 1.000 Scheidsrechter: A.P. Westenbroek |
|                       |                                      |         |                |                                                                                         |

|                       |                                                                      |                    |           |                                                                                            |
| 14 oktober 2011 19:30 | SC Telstar VVNH                                                      | 5 - 0              | VVV-Venlo | Stadion: TATA Steel Stadion, Velsen-Zuid Toeschouwers: 1.000 Scheidsrechter: M. Ritmeester |
| 14 oktober 2011 19:30 | Van den Heiligenberg 9' De Vos 12', 44' Oudemast 71' Tump-Zondag 74' | Verslag[dode link] |           | Stadion: TATA Steel Stadion, Velsen-Zuid Toeschouwers: 1.000 Scheidsrechter: M. Ritmeester |
| 14 oktober 2011 19:30 |                                                                      |                    |           | Stadion: TATA Steel Stadion, Velsen-Zuid Toeschouwers: 1.000 Scheidsrechter: M. Ritmeester |
| 14 oktober 2011 19:30 |                                                                      |                    |           | Stadion: TATA Steel Stadion, Velsen-Zuid Toeschouwers: 1.000 Scheidsrechter: M. Ritmeester |
|                       |                                                                      |                    |           |                                                                                            |

### Speelronde 6
|                       |                        |                    |                            |                                                                                          |
| 4 november 2011 19:30 | sc Heerenveen          | 1 - 2              | VVV-Venlo                  | Stadion: Sportpark Skoatterwâld, Heerenveen Toeschouwers: 150 Scheidsrechter: B. Miggels |
| 4 november 2011 19:30 | Miedema 42' Waldus 67' | Verslag[dode link] | 9', 67' (pen.) Van de Donk | Stadion: Sportpark Skoatterwâld, Heerenveen Toeschouwers: 150 Scheidsrechter: B. Miggels |
| 4 november 2011 19:30 |                        |                    |                            | Stadion: Sportpark Skoatterwâld, Heerenveen Toeschouwers: 150 Scheidsrechter: B. Miggels |
| 4 november 2011 19:30 |                        |                    |                            | Stadion: Sportpark Skoatterwâld, Heerenveen Toeschouwers: 150 Scheidsrechter: B. Miggels |
|                       |                        |                    |                            |                                                                                          |

|                       |                                                                                  |         |            |                                                                                  |
| 4 november 2011 19:30 | ADO Den Haag                                                                     | 7 - 0   | FC Utrecht | Stadion: Kyocera Stadion, Den Haag Toeschouwers: 600 Scheidsrechter: E.M. Toonen |
| 4 november 2011 19:30 | Grimberg 11', 83' Reichardt 13' Van Dalen 19' Middag 31' Jansen 70' Wilmot 90+1' | Verslag |            | Stadion: Kyocera Stadion, Den Haag Toeschouwers: 600 Scheidsrechter: E.M. Toonen |
| 4 november 2011 19:30 |                                                                                  |         |            | Stadion: Kyocera Stadion, Den Haag Toeschouwers: 600 Scheidsrechter: E.M. Toonen |
| 4 november 2011 19:30 |                                                                                  |         |            | Stadion: Kyocera Stadion, Den Haag Toeschouwers: 600 Scheidsrechter: E.M. Toonen |
|                       |                                                                                  |         |            |                                                                                  |

|                       |                 |                    |                                |                                                                                     |
| 4 november 2011 19:30 | SC Telstar VVNH | 1 - 4              | FC Zwolle                      | Stadion: TATA Steel Stadion, Velsen-Zuid Toeschouwers: 760 Scheidsrechter: E. Blank |
| 4 november 2011 19:30 | De Vos 30'      | Verslag[dode link] | 2', 68' Smit 63', 86' Frijlink | Stadion: TATA Steel Stadion, Velsen-Zuid Toeschouwers: 760 Scheidsrechter: E. Blank |
| 4 november 2011 19:30 |                 |                    |                                | Stadion: TATA Steel Stadion, Velsen-Zuid Toeschouwers: 760 Scheidsrechter: E. Blank |
| 4 november 2011 19:30 |                 |                    |                                | Stadion: TATA Steel Stadion, Velsen-Zuid Toeschouwers: 760 Scheidsrechter: E. Blank |
|                       |                 |                    |                                |                                                                                     |

### Speelronde 7
|                        |                                                                               |                    |                 |                                                                                   |
| 11 november 2011 19:30 | FC Utrecht                                                                    | 5 - 1              | SC Telstar VVNH | Stadion: Sportpark SV Saestum, Zeist Toeschouwers: 400 Scheidsrechter: R.J. Collé |
| 11 november 2011 19:30 | Versteegt 16' Van der Gragt 35' (e.d.) Van den Boogaard 57', 82' Oudejans 89' | Verslag[dode link] | 90' De Vos      | Stadion: Sportpark SV Saestum, Zeist Toeschouwers: 400 Scheidsrechter: R.J. Collé |
| 11 november 2011 19:30 |                                                                               |                    |                 | Stadion: Sportpark SV Saestum, Zeist Toeschouwers: 400 Scheidsrechter: R.J. Collé |
| 11 november 2011 19:30 |                                                                               |                    |                 | Stadion: Sportpark SV Saestum, Zeist Toeschouwers: 400 Scheidsrechter: R.J. Collé |
|                        |                                                                               |                    |                 |                                                                                   |

|                        |                     |         |                       |                                                                                          |
| 11 november 2011 19:30 | VVV-Venlo           | 1 - 2   | ADO Den Haag          | Stadion: Sportpark v.v. VOS, Venlo Toeschouwers: 100 Scheidsrechter: F.P.N.A.H. Franssen |
| 11 november 2011 19:30 | Van de Wetering 22' | Verslag | 47' Middag 79' Wilmot | Stadion: Sportpark v.v. VOS, Venlo Toeschouwers: 100 Scheidsrechter: F.P.N.A.H. Franssen |
| 11 november 2011 19:30 |                     |         |                       | Stadion: Sportpark v.v. VOS, Venlo Toeschouwers: 100 Scheidsrechter: F.P.N.A.H. Franssen |
| 11 november 2011 19:30 |                     |         |                       | Stadion: Sportpark v.v. VOS, Venlo Toeschouwers: 100 Scheidsrechter: F.P.N.A.H. Franssen |
|                        |                     |         |                       |                                                                                          |

|                        |                       |                    |               |                                                                                         |
| 11 november 2011 19:30 | FC Twente             | 2 - 1              | sc Heerenveen | Stadion: De Grolsch Veste, Enschede Toeschouwers: 1.500 Scheidsrechter: H. Migchelbrink |
| 11 november 2011 19:30 | Pieëte 52' Dekker 61' | Verslag[dode link] | 73' Hau       | Stadion: De Grolsch Veste, Enschede Toeschouwers: 1.500 Scheidsrechter: H. Migchelbrink |
| 11 november 2011 19:30 |                       |                    |               | Stadion: De Grolsch Veste, Enschede Toeschouwers: 1.500 Scheidsrechter: H. Migchelbrink |
| 11 november 2011 19:30 |                       |                    |               | Stadion: De Grolsch Veste, Enschede Toeschouwers: 1.500 Scheidsrechter: H. Migchelbrink |
|                        |                       |                    |               |                                                                                         |

### Speelronde 8
|                       |                                             |         |                   |                                                                                     |
| 1 december 2011 19:30 | ADO Den Haag                                | 3 - 1   | FC Zwolle         | Stadion: Kyocera Stadion, Den Haag Toeschouwers: 300 Scheidsrechter: R.H. Karremans |
| 1 december 2011 19:30 | Van den Berg 42' Jansen 55' Van Dalen 90+2' | Verslag | 25' Van Brummelen | Stadion: Kyocera Stadion, Den Haag Toeschouwers: 300 Scheidsrechter: R.H. Karremans |
| 1 december 2011 19:30 |                                             |         |                   | Stadion: Kyocera Stadion, Den Haag Toeschouwers: 300 Scheidsrechter: R.H. Karremans |
| 1 december 2011 19:30 |                                             |         |                   | Stadion: Kyocera Stadion, Den Haag Toeschouwers: 300 Scheidsrechter: R.H. Karremans |
|                       |                                             |         |                   |                                                                                     |

|                       |               |                    |              |                                                                                          |
| 2 december 2011 19:30 | sc Heerenveen | 0 - 1              | FC Utrecht   | Stadion: Sportpark Skoatterwâld, Heerenveen Toeschouwers: 100 Scheidsrechter: A. v/d Ven |
| 2 december 2011 19:30 |               | Verslag[dode link] | 5' Versteegt | Stadion: Sportpark Skoatterwâld, Heerenveen Toeschouwers: 100 Scheidsrechter: A. v/d Ven |
| 2 december 2011 19:30 |               |                    |              | Stadion: Sportpark Skoatterwâld, Heerenveen Toeschouwers: 100 Scheidsrechter: A. v/d Ven |
| 2 december 2011 19:30 |               |                    |              | Stadion: Sportpark Skoatterwâld, Heerenveen Toeschouwers: 100 Scheidsrechter: A. v/d Ven |
|                       |               |                    |              |                                                                                          |

|                       |                       |                    |           |                                                                                       |
| 2 december 2011 19:30 | FC Twente             | 2 - 0              | VVV-Venlo | Stadion: De Grolsch Veste, Enschede Toeschouwers: 2.000 Scheidsrechter: W. van Schaik |
| 2 december 2011 19:30 | Dekker 46' Pieëte 59' | Verslag[dode link] |           | Stadion: De Grolsch Veste, Enschede Toeschouwers: 2.000 Scheidsrechter: W. van Schaik |
| 2 december 2011 19:30 |                       |                    |           | Stadion: De Grolsch Veste, Enschede Toeschouwers: 2.000 Scheidsrechter: W. van Schaik |
| 2 december 2011 19:30 |                       |                    |           | Stadion: De Grolsch Veste, Enschede Toeschouwers: 2.000 Scheidsrechter: W. van Schaik |
|                       |                       |                    |           |                                                                                       |

### Speelronde 9
|                       |            |                    |                             |                                                                                        |
| 9 december 2011 19:30 | FC Utrecht | 0 - 2              | FC Twente                   | Stadion: Sportpark SV Saestum, Zeist Toeschouwers: 450 Scheidsrechter: A.H. van Drunen |
| 9 december 2011 19:30 |            | Verslag[dode link] | 53' Bakker 60' Van De Putte | Stadion: Sportpark SV Saestum, Zeist Toeschouwers: 450 Scheidsrechter: A.H. van Drunen |
| 9 december 2011 19:30 |            |                    |                             | Stadion: Sportpark SV Saestum, Zeist Toeschouwers: 450 Scheidsrechter: A.H. van Drunen |
| 9 december 2011 19:30 |            |                    |                             | Stadion: Sportpark SV Saestum, Zeist Toeschouwers: 450 Scheidsrechter: A.H. van Drunen |
|                       |            |                    |                             |                                                                                        |

|                       |           |                    |                        |                                                                                    |
| 9 december 2011 19:30 | FC Zwolle | 0 - 2              | sc Heerenveen          | Stadion: Sportpark Be Quick '28, Zwolle Toeschouwers: 50 Scheidsrechter: L. Wagner |
| 9 december 2011 19:30 |           | Verslag[dode link] | 65' Spitse 85' Miedema | Stadion: Sportpark Be Quick '28, Zwolle Toeschouwers: 50 Scheidsrechter: L. Wagner |
| 9 december 2011 19:30 |           |                    |                        | Stadion: Sportpark Be Quick '28, Zwolle Toeschouwers: 50 Scheidsrechter: L. Wagner |
| 9 december 2011 19:30 |           |                    |                        | Stadion: Sportpark Be Quick '28, Zwolle Toeschouwers: 50 Scheidsrechter: L. Wagner |
|                       |           |                    |                        |                                                                                    |

|                       |                                     |         |                                         |                                                                                      |
| 9 december 2011 19:30 | SC Telstar VVNH                     | 1 - 4   | ADO Den Haag                            | Stadion: TATA Steel Stadion, Velsen-Zuid Toeschouwers: W. O'Niel Scheidsrechter: 780 |
| 9 december 2011 19:30 | Geurts 64' Van den Heiligenberg 75' | Verslag | 12', 79' Wilmot 32' Grimberg 53' Middag | Stadion: TATA Steel Stadion, Velsen-Zuid Toeschouwers: W. O'Niel Scheidsrechter: 780 |
| 9 december 2011 19:30 |                                     |         |                                         | Stadion: TATA Steel Stadion, Velsen-Zuid Toeschouwers: W. O'Niel Scheidsrechter: 780 |
| 9 december 2011 19:30 |                                     |         |                                         | Stadion: TATA Steel Stadion, Velsen-Zuid Toeschouwers: W. O'Niel Scheidsrechter: 780 |
|                       |                                     |         |                                         |                                                                                      |

### Speelronde 10
|                        |               |                    |                 |                                                                                     |
| 16 december 2011 19:30 | sc Heerenveen | 1 - 2              | SC Telstar VVNH | Stadion: Sportpark v.v. SWZ BOSO, Sneek Toeschouwers: 75 Scheidsrechter: M. de Lang |
| 16 december 2011 19:30 | Miedema 47'   | Verslag[dode link] | 20', 62' De Vos | Stadion: Sportpark v.v. SWZ BOSO, Sneek Toeschouwers: 75 Scheidsrechter: M. de Lang |
| 16 december 2011 19:30 |               |                    |                 | Stadion: Sportpark v.v. SWZ BOSO, Sneek Toeschouwers: 75 Scheidsrechter: M. de Lang |
| 16 december 2011 19:30 |               |                    |                 | Stadion: Sportpark v.v. SWZ BOSO, Sneek Toeschouwers: 75 Scheidsrechter: M. de Lang |
|                        |               |                    |                 |                                                                                     |

|                        |              |                    |                                                    |                                                                                          |
| 16 december 2011 19:30 | VVV-Venlo    | 1 - 4              | FC Utrecht                                         | Stadion: Sportpark v.v. VOS, Venlo Toeschouwers: 150 Scheidsrechter: F.P.N.A.H. Franssen |
| 16 december 2011 19:30 | Kuijpers 28' | Verslag[dode link] | 11' Koopmans 25' Roof 59' Blankenstijn 90+4' Vugts | Stadion: Sportpark v.v. VOS, Venlo Toeschouwers: 150 Scheidsrechter: F.P.N.A.H. Franssen |
| 16 december 2011 19:30 |              |                    |                                                    | Stadion: Sportpark v.v. VOS, Venlo Toeschouwers: 150 Scheidsrechter: F.P.N.A.H. Franssen |
| 16 december 2011 19:30 |              |                    |                                                    | Stadion: Sportpark v.v. VOS, Venlo Toeschouwers: 150 Scheidsrechter: F.P.N.A.H. Franssen |
|                        |              |                    |                                                    |                                                                                          |

|                       |                                                               |                    |           |                                                                                      |
| 24 januari 2011 19:00 | FC Twente                                                     | 4 - 0              | FC Zwolle | Stadion: De Grolsch Veste, Enschede Toeschouwers: 200 Scheidsrechter: F.E. ter Brake |
| 24 januari 2011 19:00 | Van de Sanden 35', 88' Heuver 69' Nick 86' Van Veenendaal 89' | Verslag[dode link] |           | Stadion: De Grolsch Veste, Enschede Toeschouwers: 200 Scheidsrechter: F.E. ter Brake |
| 24 januari 2011 19:00 |                                                               |                    |           | Stadion: De Grolsch Veste, Enschede Toeschouwers: 200 Scheidsrechter: F.E. ter Brake |
| 24 januari 2011 19:00 |                                                               |                    |           | Stadion: De Grolsch Veste, Enschede Toeschouwers: 200 Scheidsrechter: F.E. ter Brake |
|                       |                                                               |                    |           |                                                                                      |

### Speelronde 11
|                       |                                                               |                    |                                                                         |                                                                                      |
| 27 januari 2012 19:30 | FC Zwolle                                                     | 4 - 5              | VVV-Venlo                                                               | Stadion: Sportpark Be Quick '28, Zwolle Toeschouwers: 200 Scheidsrechter: T. de Gast |
| 27 januari 2012 19:30 | Heuvels 19' Frijlink 30' Van Brummelen 48' Evers 65' Borg 85' | Verslag[dode link] | 10' Van de Wetering 41' Van Es 70' Van Erp 77' Kuijpers 82' Van de Donk | Stadion: Sportpark Be Quick '28, Zwolle Toeschouwers: 200 Scheidsrechter: T. de Gast |
| 27 januari 2012 19:30 |                                                               |                    |                                                                         | Stadion: Sportpark Be Quick '28, Zwolle Toeschouwers: 200 Scheidsrechter: T. de Gast |
| 27 januari 2012 19:30 |                                                               |                    |                                                                         | Stadion: Sportpark Be Quick '28, Zwolle Toeschouwers: 200 Scheidsrechter: T. de Gast |
|                       |                                                               |                    |                                                                         |                                                                                      |

|                       |              |                    |               |                                                                                     |
| 27 januari 2012 19:30 | ADO Den Haag | 1 - 1              | sc Heerenveen | Stadion: Kyocera Stadion, Den Haag Toeschouwers: 500 Scheidsrechter: F. Meeuwenoord |
| 27 januari 2012 19:30 | Bakker 77'   | Verslag[dode link] | 55' Mulder    | Stadion: Kyocera Stadion, Den Haag Toeschouwers: 500 Scheidsrechter: F. Meeuwenoord |
| 27 januari 2012 19:30 |              |                    |               | Stadion: Kyocera Stadion, Den Haag Toeschouwers: 500 Scheidsrechter: F. Meeuwenoord |
| 27 januari 2012 19:30 |              |                    |               | Stadion: Kyocera Stadion, Den Haag Toeschouwers: 500 Scheidsrechter: F. Meeuwenoord |
|                       |              |                    |               |                                                                                     |

|                       |                                       |                    |           |                                                                                      |
| 27 januari 2012 19:30 | SC Telstar VVNH                       | 2 - 1              | FC Twente | Stadion: TATA Steel Stadion, Velsen-Zuid Toeschouwers: 750 Scheidsrechter: E. van Os |
| 27 januari 2012 19:30 | Van den Heiligenberg 18' Oudemast 41' | Verslag[dode link] | 8' Heuver | Stadion: TATA Steel Stadion, Velsen-Zuid Toeschouwers: 750 Scheidsrechter: E. van Os |
| 27 januari 2012 19:30 |                                       |                    |           | Stadion: TATA Steel Stadion, Velsen-Zuid Toeschouwers: 750 Scheidsrechter: E. van Os |
| 27 januari 2012 19:30 |                                       |                    |           | Stadion: TATA Steel Stadion, Velsen-Zuid Toeschouwers: 750 Scheidsrechter: E. van Os |
|                       |                                       |                    |           |                                                                                      |

### Speelronde 12
- Speelronde 12 stond oorspronkelijk gepland voor 3 februari 2012, maar werd in zijn geheel afgelast vanwege de weersomstandigheden.[1]

|                        |            |                    |                   |                                                                                      |
| 21 februari 2012 19:30 | FC Utrecht | 1 - 1              | FC Zwolle         | Stadion: Sportpark SV Saestum, Zeist Toeschouwers: 100 Scheidsrechter: P.G.M. Govers |
| 21 februari 2012 19:30 | Roof 18'   | Verslag[dode link] | 12' Van Brummelen | Stadion: Sportpark SV Saestum, Zeist Toeschouwers: 100 Scheidsrechter: P.G.M. Govers |
| 21 februari 2012 19:30 |            |                    |                   | Stadion: Sportpark SV Saestum, Zeist Toeschouwers: 100 Scheidsrechter: P.G.M. Govers |
| 21 februari 2012 19:30 |            |                    |                   | Stadion: Sportpark SV Saestum, Zeist Toeschouwers: 100 Scheidsrechter: P.G.M. Govers |
|                        |            |                    |                   |                                                                                      |

|                     |                                          |                    |                                                                                |                                                                                             |
| 13 maart 2012 19:30 | VVV-Venlo                                | 3 - 6              | SC Telstar VVNH                                                                | Stadion: Sportpark Merelweg, Venlo Toeschouwers: 75 Scheidsrechter: D.M.G.P. van den Heuvel |
| 13 maart 2012 19:30 | Van de Donk 23' Van Erp 86' Hindriks 88' | Verslag[dode link] | 25' Van den Heiligenberg 28' Van der Gragt 34' Oudemast 43', 82', 90+3' De Vos | Stadion: Sportpark Merelweg, Venlo Toeschouwers: 75 Scheidsrechter: D.M.G.P. van den Heuvel |
| 13 maart 2012 19:30 |                                          |                    |                                                                                | Stadion: Sportpark Merelweg, Venlo Toeschouwers: 75 Scheidsrechter: D.M.G.P. van den Heuvel |
| 13 maart 2012 19:30 |                                          |                    |                                                                                | Stadion: Sportpark Merelweg, Venlo Toeschouwers: 75 Scheidsrechter: D.M.G.P. van den Heuvel |
|                     |                                          |                    |                                                                                |                                                                                             |

|                     |                           |                    |              |                                                                                   |
| 13 maart 2012 19:30 | FC Twente                 | 2 - 0              | ADO Den Haag | Stadion: De Grolsch Veste, Enschede Toeschouwers: 400 Scheidsrechter: J. van Dijk |
| 13 maart 2012 19:30 | Heuver 49' Mijnheer 90+2' | Verslag[dode link] |              | Stadion: De Grolsch Veste, Enschede Toeschouwers: 400 Scheidsrechter: J. van Dijk |
| 13 maart 2012 19:30 |                           |                    |              | Stadion: De Grolsch Veste, Enschede Toeschouwers: 400 Scheidsrechter: J. van Dijk |
| 13 maart 2012 19:30 |                           |                    |              | Stadion: De Grolsch Veste, Enschede Toeschouwers: 400 Scheidsrechter: J. van Dijk |
|                     |                           |                    |              |                                                                                   |

### Speelronde 13
- Speelronde 13 stond oorspronkelijk gepland voor 9 en 10 februari 2012, maar werd in zijn geheel afgelast vanwege de weersomstandigheden.[1]

|                        |                                                    |                    |           |                                                                                     |
| 21 februari 2012 19:30 | ADO Den Haag                                       | 5 - 1              | VVV-Venlo | Stadion: Kyocera Stadion, Den Haag Toeschouwers: 250 Scheidsrechter: R.H. Karremans |
| 21 februari 2012 19:30 | Jansen 17' Middag 27' Wilmot 64' Bakker 69', 90+2' | Verslag[dode link] | 2' Van Es | Stadion: Kyocera Stadion, Den Haag Toeschouwers: 250 Scheidsrechter: R.H. Karremans |
| 21 februari 2012 19:30 |                                                    |                    |           | Stadion: Kyocera Stadion, Den Haag Toeschouwers: 250 Scheidsrechter: R.H. Karremans |
| 21 februari 2012 19:30 |                                                    |                    |           | Stadion: Kyocera Stadion, Den Haag Toeschouwers: 250 Scheidsrechter: R.H. Karremans |
|                        |                                                    |                    |           |                                                                                     |

|                     |                 |                    |            |                                                                                          |
| 17 april 2012 19:30 | SC Telstar VVNH | 1 - 0              | FC Utrecht | Stadion: TATA Steel Stadion, Velsen-Zuid Toeschouwers: 350 Scheidsrechter: P.A. de Waard |
| 17 april 2012 19:30 | Oudemast 90+2'  | Verslag[dode link] |            | Stadion: TATA Steel Stadion, Velsen-Zuid Toeschouwers: 350 Scheidsrechter: P.A. de Waard |
| 17 april 2012 19:30 |                 |                    |            | Stadion: TATA Steel Stadion, Velsen-Zuid Toeschouwers: 350 Scheidsrechter: P.A. de Waard |
| 17 april 2012 19:30 |                 |                    |            | Stadion: TATA Steel Stadion, Velsen-Zuid Toeschouwers: 350 Scheidsrechter: P.A. de Waard |
|                     |                 |                    |            |                                                                                          |

|                     |               |                    |                |                                                                                          |
| 17 april 2012 19:30 | sc Heerenveen | 1 - 1              | FC Twente      | Stadion: Sportpark Skoatterwâld, Heerenveen Toeschouwers: 250 Scheidsrechter: M. de Lang |
| 17 april 2012 19:30 | De Boer 85'   | Verslag[dode link] | 90+4' Mijnheer | Stadion: Sportpark Skoatterwâld, Heerenveen Toeschouwers: 250 Scheidsrechter: M. de Lang |
| 17 april 2012 19:30 |               |                    |                | Stadion: Sportpark Skoatterwâld, Heerenveen Toeschouwers: 250 Scheidsrechter: M. de Lang |
| 17 april 2012 19:30 |               |                    |                | Stadion: Sportpark Skoatterwâld, Heerenveen Toeschouwers: 250 Scheidsrechter: M. de Lang |
|                     |               |                    |                |                                                                                          |

### Speelronde 14
|                        |            |                    |                                            |                                                                                    |
| 24 februari 2012 19:30 | FC Utrecht | 1 - 3              | ADO Den Haag                               | Stadion: Sportpark SV Saestum, Zeist Toeschouwers: 350 Scheidsrechter: Dhr. Grilis |
| 24 februari 2012 19:30 | Roof 30'   | Verslag[dode link] | 59' Van Dongen 90+1' Grimberg 90+2' Jansen | Stadion: Sportpark SV Saestum, Zeist Toeschouwers: 350 Scheidsrechter: Dhr. Grilis |
| 24 februari 2012 19:30 |            |                    |                                            | Stadion: Sportpark SV Saestum, Zeist Toeschouwers: 350 Scheidsrechter: Dhr. Grilis |
| 24 februari 2012 19:30 |            |                    |                                            | Stadion: Sportpark SV Saestum, Zeist Toeschouwers: 350 Scheidsrechter: Dhr. Grilis |
|                        |            |                    |                                            |                                                                                    |

|                        |                                |                    |                 |                                                                                    |
| 24 februari 2012 19:30 | FC Zwolle                      | 2 - 0              | SC Telstar VVNH | Stadion: Sportpark Be Quick '28, Zwolle Toeschouwers: 200 Scheidsrechter: P. Tanja |
| 24 februari 2012 19:30 | Van Brummelen 13' Frijlink 44' | Verslag[dode link] |                 | Stadion: Sportpark Be Quick '28, Zwolle Toeschouwers: 200 Scheidsrechter: P. Tanja |
| 24 februari 2012 19:30 |                                |                    |                 | Stadion: Sportpark Be Quick '28, Zwolle Toeschouwers: 200 Scheidsrechter: P. Tanja |
| 24 februari 2012 19:30 |                                |                    |                 | Stadion: Sportpark Be Quick '28, Zwolle Toeschouwers: 200 Scheidsrechter: P. Tanja |
|                        |                                |                    |                 |                                                                                    |

|                        |                        |                    |                             |                                                                                           |
| 24 februari 2012 19:30 | VVV-Venlo              | 2 - 3              | sc Heerenveen               | Stadion: Seacon Stadion - De Koel -, Venlo Toeschouwers: 125 Scheidsrechter: Dhr. Coppens |
| 24 februari 2012 19:30 | Van Erp 59' Van Es 63' | Verslag[dode link] | 19', 58' Miedema 61' Spitse | Stadion: Seacon Stadion - De Koel -, Venlo Toeschouwers: 125 Scheidsrechter: Dhr. Coppens |
| 24 februari 2012 19:30 |                        |                    |                             | Stadion: Seacon Stadion - De Koel -, Venlo Toeschouwers: 125 Scheidsrechter: Dhr. Coppens |
| 24 februari 2012 19:30 |                        |                    |                             | Stadion: Seacon Stadion - De Koel -, Venlo Toeschouwers: 125 Scheidsrechter: Dhr. Coppens |
|                        |                        |                    |                             |                                                                                           |

### Speelronde 15
|                     |            |                    |                 |                                                                                   |
| 23 maart 2012 19:30 | FC Utrecht | 0 - 1              | SC Telstar VVNH | Stadion: Sportpark SV Saestum, Zeist Toeschouwers: 250 Scheidsrechter: J. Bezemer |
| 23 maart 2012 19:30 |            | Verslag[dode link] | 46' Oudemast    | Stadion: Sportpark SV Saestum, Zeist Toeschouwers: 250 Scheidsrechter: J. Bezemer |
| 23 maart 2012 19:30 |            |                    |                 | Stadion: Sportpark SV Saestum, Zeist Toeschouwers: 250 Scheidsrechter: J. Bezemer |
| 23 maart 2012 19:30 |            |                    |                 | Stadion: Sportpark SV Saestum, Zeist Toeschouwers: 250 Scheidsrechter: J. Bezemer |
|                     |            |                    |                 |                                                                                   |

|                     |           |                    |                             |                                                                                              |
| 23 maart 2012 19:30 | VVV-Venlo | 0 - 2              | ADO Den Haag                | Stadion: Seacon Stadion - De Koel -, Venlo Toeschouwers: 125 Scheidsrechter: S.J.A. Verbakel |
| 23 maart 2012 19:30 |           | Verslag[dode link] | 58' Jansen 69' Van den Bulk | Stadion: Seacon Stadion - De Koel -, Venlo Toeschouwers: 125 Scheidsrechter: S.J.A. Verbakel |
| 23 maart 2012 19:30 |           |                    |                             | Stadion: Seacon Stadion - De Koel -, Venlo Toeschouwers: 125 Scheidsrechter: S.J.A. Verbakel |
| 23 maart 2012 19:30 |           |                    |                             | Stadion: Seacon Stadion - De Koel -, Venlo Toeschouwers: 125 Scheidsrechter: S.J.A. Verbakel |
|                     |           |                    |                             |                                                                                              |

|                     |           |       |               |                                                                                       |
| 23 maart 2012 19:30 | FC Twente | 0 - 0 | sc Heerenveen | Stadion: De Grolsch Veste, Enschede Toeschouwers: 1.700 Scheidsrechter: P.G.M. Oudijk |
| 23 maart 2012 19:30 | Verslag   |       |               | Stadion: De Grolsch Veste, Enschede Toeschouwers: 1.700 Scheidsrechter: P.G.M. Oudijk |
| 23 maart 2012 19:30 |           |       |               | Stadion: De Grolsch Veste, Enschede Toeschouwers: 1.700 Scheidsrechter: P.G.M. Oudijk |
| 23 maart 2012 19:30 |           |       |               | Stadion: De Grolsch Veste, Enschede Toeschouwers: 1.700 Scheidsrechter: P.G.M. Oudijk |
|                     |           |       |               |                                                                                       |

### Speelronde 16
|                     |               |                    |                                   |                                                                                         |
| 13 april 2012 19:30 | sc Heerenveen | 1 - 3              | VVV-Venlo                         | Stadion: Sportpark Skoatterwâld, Heerenveen Toeschouwers: 75 Scheidsrechter: S. de Jong |
| 13 april 2012 19:30 | Miedema 53'   | Verslag[dode link] | 35', 63' Van de Donk 39' Kuijpers | Stadion: Sportpark Skoatterwâld, Heerenveen Toeschouwers: 75 Scheidsrechter: S. de Jong |
| 13 april 2012 19:30 |               |                    |                                   | Stadion: Sportpark Skoatterwâld, Heerenveen Toeschouwers: 75 Scheidsrechter: S. de Jong |
| 13 april 2012 19:30 |               |                    |                                   | Stadion: Sportpark Skoatterwâld, Heerenveen Toeschouwers: 75 Scheidsrechter: S. de Jong |
|                     |               |                    |                                   |                                                                                         |

|                     |                                                |                    |            |                                                                    |
| 13 april 2012 19:30 | ADO Den Haag                                   | 4 - 0              | FC Utrecht | Stadion: Kyocera Stadion, Den Haag Scheidsrechter: E. van der Perk |
| 13 april 2012 19:30 | Jansen 41' Reichardt 43' Wilmot 45' Middag 54' | Verslag[dode link] |            | Stadion: Kyocera Stadion, Den Haag Scheidsrechter: E. van der Perk |
| 13 april 2012 19:30 |                                                |                    |            | Stadion: Kyocera Stadion, Den Haag Scheidsrechter: E. van der Perk |
| 13 april 2012 19:30 |                                                |                    |            | Stadion: Kyocera Stadion, Den Haag Scheidsrechter: E. van der Perk |
|                     |                                                |                    |            |                                                                    |

|                     |                                                       |                    |                                          |                                                                                            |
| 13 april 2012 19:30 | SC Telstar VVNH                                       | 3 - 3              | FC Zwolle                                | Stadion: TATA Steel Stadion, Velsen-Zuid Toeschouwers: 500 Scheidsrechter: B. Benlamkaddem |
| 13 april 2012 19:30 | Dolstra 61' (pen.) De Vos 66' Van Lunteren 79' (pen.) | Verslag[dode link] | 11' Van Brummelen 27' Vermeulen 90' Smit | Stadion: TATA Steel Stadion, Velsen-Zuid Toeschouwers: 500 Scheidsrechter: B. Benlamkaddem |
| 13 april 2012 19:30 |                                                       |                    |                                          | Stadion: TATA Steel Stadion, Velsen-Zuid Toeschouwers: 500 Scheidsrechter: B. Benlamkaddem |
| 13 april 2012 19:30 |                                                       |                    |                                          | Stadion: TATA Steel Stadion, Velsen-Zuid Toeschouwers: 500 Scheidsrechter: B. Benlamkaddem |
|                     |                                                       |                    |                                          |                                                                                            |

### Speelronde 17
|                     |                                                                     |                    |                         |                                                                                    |
| 20 april 2012 19:30 | FC Utrecht                                                          | 4 - 1              | sc Heerenveen           | Stadion: Sportpark SV Saestum, Zeist Toeschouwers: 200 Scheidsrechter: E.M. Toonen |
| 20 april 2012 19:30 | Koopmans 70' Van den Boogaard 87' Blankenstijn 88' Hoogendijk 90+5' | Verslag[dode link] | 88' (e.d.) Blankenstijn | Stadion: Sportpark SV Saestum, Zeist Toeschouwers: 200 Scheidsrechter: E.M. Toonen |
| 20 april 2012 19:30 |                                                                     |                    |                         | Stadion: Sportpark SV Saestum, Zeist Toeschouwers: 200 Scheidsrechter: E.M. Toonen |
| 20 april 2012 19:30 |                                                                     |                    |                         | Stadion: Sportpark SV Saestum, Zeist Toeschouwers: 200 Scheidsrechter: E.M. Toonen |
|                     |                                                                     |                    |                         |                                                                                    |

|                     |               |                    |                        |                                                                                            |
| 20 april 2012 19:30 | FC Zwolle     | 1 - 2              | ADO Den Haag           | Stadion: Sportpark Be Quick '28, Zwolle Toeschouwers: 300 Scheidsrechter: H.J.M. van Etten |
| 20 april 2012 19:30 | Vermeulen 16' | Verslag[dode link] | 6' Middag 22' Grimberg | Stadion: Sportpark Be Quick '28, Zwolle Toeschouwers: 300 Scheidsrechter: H.J.M. van Etten |
| 20 april 2012 19:30 |               |                    |                        | Stadion: Sportpark Be Quick '28, Zwolle Toeschouwers: 300 Scheidsrechter: H.J.M. van Etten |
| 20 april 2012 19:30 |               |                    |                        | Stadion: Sportpark Be Quick '28, Zwolle Toeschouwers: 300 Scheidsrechter: H.J.M. van Etten |
|                     |               |                    |                        |                                                                                            |

|                     |           |                    |             |                                                                                         |
| 20 april 2012 19:30 | VVV-Venlo | 1 - 1              | FC Twente   | Stadion: Seacon Stadion - De Koel -, Venlo Toeschouwers: 125 Scheidsrechter: R. Phielix |
| 20 april 2012 19:30 | Evers 78' | Verslag[dode link] | 85' Bosveld | Stadion: Seacon Stadion - De Koel -, Venlo Toeschouwers: 125 Scheidsrechter: R. Phielix |
| 20 april 2012 19:30 |           |                    |             | Stadion: Seacon Stadion - De Koel -, Venlo Toeschouwers: 125 Scheidsrechter: R. Phielix |
| 20 april 2012 19:30 |           |                    |             | Stadion: Seacon Stadion - De Koel -, Venlo Toeschouwers: 125 Scheidsrechter: R. Phielix |
|                     |           |                    |             |                                                                                         |

### Speelronde 18
|                     |                               |                    |                                      |                                                                                        |
| 27 april 2012 19:30 | sc Heerenveen                 | 3 - 4              | FC Zwolle                            | Stadion: Sportpark Skoatterwâld, Heerenveen Toeschouwers: 100 Scheidsrechter: P. Tanja |
| 27 april 2012 19:30 | Brummel 24' Van Eyck 63', 65' | Verslag[dode link] | 12', 68' Van Brummelen 44', 45' Smit | Stadion: Sportpark Skoatterwâld, Heerenveen Toeschouwers: 100 Scheidsrechter: P. Tanja |
| 27 april 2012 19:30 |                               |                    |                                      | Stadion: Sportpark Skoatterwâld, Heerenveen Toeschouwers: 100 Scheidsrechter: P. Tanja |
| 27 april 2012 19:30 |                               |                    |                                      | Stadion: Sportpark Skoatterwâld, Heerenveen Toeschouwers: 100 Scheidsrechter: P. Tanja |
|                     |                               |                    |                                      |                                                                                        |

|                     |                                        |                    |                                     |                                                                                  |
| 27 april 2012 19:30 | ADO Den Haag                           | 4 - 2              | SC Telstar VVNH                     | Stadion: Kyocera Stadion, Den Haag Toeschouwers: 5.800 Scheidsrechter: B. Helder |
| 27 april 2012 19:30 | Jansen 11' Middag 29', 40' Vermeij 75' | Verslag[dode link] | 26' Van der Heijde 35' Van Lunteren | Stadion: Kyocera Stadion, Den Haag Toeschouwers: 5.800 Scheidsrechter: B. Helder |
| 27 april 2012 19:30 |                                        |                    |                                     | Stadion: Kyocera Stadion, Den Haag Toeschouwers: 5.800 Scheidsrechter: B. Helder |
| 27 april 2012 19:30 |                                        |                    |                                     | Stadion: Kyocera Stadion, Den Haag Toeschouwers: 5.800 Scheidsrechter: B. Helder |
|                     |                                        |                    |                                     |                                                                                  |

|                     |           |                    |                                       |                                                                                      |
| 27 april 2012 19:30 | FC Twente | 0 - 3              | FC Utrecht                            | Stadion: De Grolsch Veste, Enschede Toeschouwers: 4.000 Scheidsrechter: G.J. Beltman |
| 27 april 2012 19:30 |           | Verslag[dode link] | 14', 38' Van den Boogaard 65' Maguire | Stadion: De Grolsch Veste, Enschede Toeschouwers: 4.000 Scheidsrechter: G.J. Beltman |
| 27 april 2012 19:30 |           |                    |                                       | Stadion: De Grolsch Veste, Enschede Toeschouwers: 4.000 Scheidsrechter: G.J. Beltman |
| 27 april 2012 19:30 |           |                    |                                       | Stadion: De Grolsch Veste, Enschede Toeschouwers: 4.000 Scheidsrechter: G.J. Beltman |
|                     |           |                    |                                       |                                                                                      |

### Speelronde 19
|                  |               |                    |                                         |                                                                                   |
| 3 mei 2012 19:30 | FC Utrecht    | 1 - 3              | VVV-Venlo                               | Stadion: Sportpark SV Saestum, Zeist Toeschouwers: 250 Scheidsrechter: C. Pijpers |
| 3 mei 2012 19:30 | Versteegt 73' | Verslag[dode link] | 5' Moorrees 78' Van de Donk 81' Peeters | Stadion: Sportpark SV Saestum, Zeist Toeschouwers: 250 Scheidsrechter: C. Pijpers |
| 3 mei 2012 19:30 |               |                    |                                         | Stadion: Sportpark SV Saestum, Zeist Toeschouwers: 250 Scheidsrechter: C. Pijpers |
| 3 mei 2012 19:30 |               |                    |                                         | Stadion: Sportpark SV Saestum, Zeist Toeschouwers: 250 Scheidsrechter: C. Pijpers |
|                  |               |                    |                                         |                                                                                   |

|                  |                                                |                    |                   |                                                                                      |
| 3 mei 2012 19:30 | FC Zwolle                                      | 4 - 1              | FC Twente         | Stadion: Sportpark Be Quick '28, Zwolle Toeschouwers: 600 Scheidsrechter: M. de Land |
| 3 mei 2012 19:30 | Smit 61', 88' (pen.) Vermeulen 73', 90' (pen.) | Verslag[dode link] | 45' Van de Sanden | Stadion: Sportpark Be Quick '28, Zwolle Toeschouwers: 600 Scheidsrechter: M. de Land |
| 3 mei 2012 19:30 |                                                |                    |                   | Stadion: Sportpark Be Quick '28, Zwolle Toeschouwers: 600 Scheidsrechter: M. de Land |
| 3 mei 2012 19:30 |                                                |                    |                   | Stadion: Sportpark Be Quick '28, Zwolle Toeschouwers: 600 Scheidsrechter: M. de Land |
|                  |                                                |                    |                   |                                                                                      |

|                  |                                     |                    |                  |                                                                                        |
| 3 mei 2012 19:30 | SC Telstar VVNH                     | 4 - 2              | sc Heerenveen    | Stadion: TATA Steel Stadion, Velsen-Zuid Toeschouwers: 450 Scheidsrechter: P. Oussoren |
| 3 mei 2012 19:30 | De Vos 6', 42', 44' Bruinenberg 19' | Verslag[dode link] | 10', 71' Miedema | Stadion: TATA Steel Stadion, Velsen-Zuid Toeschouwers: 450 Scheidsrechter: P. Oussoren |
| 3 mei 2012 19:30 |                                     |                    |                  | Stadion: TATA Steel Stadion, Velsen-Zuid Toeschouwers: 450 Scheidsrechter: P. Oussoren |
| 3 mei 2012 19:30 |                                     |                    |                  | Stadion: TATA Steel Stadion, Velsen-Zuid Toeschouwers: 450 Scheidsrechter: P. Oussoren |
|                  |                                     |                    |                  |                                                                                        |

### Speelronde 20
|                   |               |                    |                         |                                                                                          |
| 11 mei 2012 19:30 | sc Heerenveen | 0 - 2              | ADO Den Haag            | Stadion: Sportpark Skoatterwâld, Heerenveen Toeschouwers: 200 Scheidsrechter: B. Miggels |
| 11 mei 2012 19:30 |               | Verslag[dode link] | 34' Grimberg 69' Jansen | Stadion: Sportpark Skoatterwâld, Heerenveen Toeschouwers: 200 Scheidsrechter: B. Miggels |
| 11 mei 2012 19:30 |               |                    |                         | Stadion: Sportpark Skoatterwâld, Heerenveen Toeschouwers: 200 Scheidsrechter: B. Miggels |
| 11 mei 2012 19:30 |               |                    |                         | Stadion: Sportpark Skoatterwâld, Heerenveen Toeschouwers: 200 Scheidsrechter: B. Miggels |
|                   |               |                    |                         |                                                                                          |

|                   |                                                   |                    |                   |                                                                                            |
| 11 mei 2012 19:30 | VVV-Venlo                                         | 5 - 1              | FC Zwolle         | Stadion: Seacon Stadion - De Koel -, Venlo Toeschouwers: 320 Scheidsrechter: P. van Gerwen |
| 11 mei 2012 19:30 | Van Erp 15' Kuijpers 45', 66', 73' Moorrees 45+5' | Verslag[dode link] | 65' Van Brummelen | Stadion: Seacon Stadion - De Koel -, Venlo Toeschouwers: 320 Scheidsrechter: P. van Gerwen |
| 11 mei 2012 19:30 |                                                   |                    |                   | Stadion: Seacon Stadion - De Koel -, Venlo Toeschouwers: 320 Scheidsrechter: P. van Gerwen |
| 11 mei 2012 19:30 |                                                   |                    |                   | Stadion: Seacon Stadion - De Koel -, Venlo Toeschouwers: 320 Scheidsrechter: P. van Gerwen |
|                   |                                                   |                    |                   |                                                                                            |

|                   |                                       |                    |                 |                                                                                         |
| 11 mei 2012 19:30 | FC Twente                             | 4 - 1              | SC Telstar VVNH | Stadion: De Grolsch Veste, Enschede Toeschouwers: 3.000 Scheidsrechter: H. Migchelbrink |
| 11 mei 2012 19:30 | Jansen 6', 54' Heuver 22' (pen.), 79' | Verslag[dode link] | 57' Oudemast    | Stadion: De Grolsch Veste, Enschede Toeschouwers: 3.000 Scheidsrechter: H. Migchelbrink |
| 11 mei 2012 19:30 |                                       |                    |                 | Stadion: De Grolsch Veste, Enschede Toeschouwers: 3.000 Scheidsrechter: H. Migchelbrink |
| 11 mei 2012 19:30 |                                       |                    |                 | Stadion: De Grolsch Veste, Enschede Toeschouwers: 3.000 Scheidsrechter: H. Migchelbrink |
|                   |                                       |                    |                 |                                                                                         |

### Speelronde 21
|                   |                                                    |                    |                             |                                                                                     |
| 18 mei 2012 19:30 | FC Zwolle                                          | 1 - 1              | FC Utrecht                  | Stadion: Sportpark Be Quick '28, Zwolle Toeschouwers: 400 Scheidsrechter: N. Zeeman |
| 18 mei 2012 19:30 | Vermeulen 61' Vermeulen 73', 78' Frijlink 78', 80' | Verslag[dode link] | 73' (pen.) Van den Boogaard | Stadion: Sportpark Be Quick '28, Zwolle Toeschouwers: 400 Scheidsrechter: N. Zeeman |
| 18 mei 2012 19:30 |                                                    |                    |                             | Stadion: Sportpark Be Quick '28, Zwolle Toeschouwers: 400 Scheidsrechter: N. Zeeman |
| 18 mei 2012 19:30 |                                                    |                    |                             | Stadion: Sportpark Be Quick '28, Zwolle Toeschouwers: 400 Scheidsrechter: N. Zeeman |
|                   |                                                    |                    |                             |                                                                                     |

|                   |                                                |                    |                          |                                                                                 |
| 18 mei 2012 19:30 | ADO Den Haag                                   | 4 - 3              | FC Twente                | Stadion: Kyocera Stadion, Den Haag Toeschouwers: 1.300 Scheidsrechter: C. Prooi |
| 18 mei 2012 19:30 | Wilmot 1' Jansen 6' Van den Bighelaar 69', 74' | Verslag[dode link] | 62', 76' Jansen 65' Nick | Stadion: Kyocera Stadion, Den Haag Toeschouwers: 1.300 Scheidsrechter: C. Prooi |
| 18 mei 2012 19:30 |                                                |                    |                          | Stadion: Kyocera Stadion, Den Haag Toeschouwers: 1.300 Scheidsrechter: C. Prooi |
| 18 mei 2012 19:30 |                                                |                    |                          | Stadion: Kyocera Stadion, Den Haag Toeschouwers: 1.300 Scheidsrechter: C. Prooi |
|                   |                                                |                    |                          |                                                                                 |

|                   |                                         |                    |                                                  |                                                                                        |
| 18 mei 2012 19:30 | SC Telstar VVNH                         | 3 - 3              | VVV-Venlo                                        | Stadion: TATA Steel Stadion, Velsen-Zuid Toeschouwers: 1.050 Scheidsrechter: R. Witlox |
| 18 mei 2012 19:30 | Min 4' Van Lunteren 79' Bruinenberg 81' | Verslag[dode link] | 45+1' Burger 47' Van de Donk 75' Van de Wetering | Stadion: TATA Steel Stadion, Velsen-Zuid Toeschouwers: 1.050 Scheidsrechter: R. Witlox |
| 18 mei 2012 19:30 |                                         |                    |                                                  | Stadion: TATA Steel Stadion, Velsen-Zuid Toeschouwers: 1.050 Scheidsrechter: R. Witlox |
| 18 mei 2012 19:30 |                                         |                    |                                                  | Stadion: TATA Steel Stadion, Velsen-Zuid Toeschouwers: 1.050 Scheidsrechter: R. Witlox |
|                   |                                         |                    |                                                  |                                                                                        |